# Lisa Petry
Lisa Petry est une joueuse de football internationale belge née le 12 février 2001.
Elle évolue actuellement au Standard de Liège.

## Palmarès
- Championne de Belgique (1) : 2017
- Vainqueur de la Coupe de Belgique (1) :  2018
- Vainqueur de la Coupe de Belgique U16 (1) : 2017
- Vainqueur de la Pinatar Cup (1) : 2022